# Уинфред (озеро)
Уинфред (англ. Winefred Lake ) — озеро в восточной части провинции Альберта (Канада).
Озеро расположено примерно посредине между городом Форт-Мак-Марри и озером Колд-Лейк. Общая площадь озера составляет 122,8 км², максимальная длина — 15 км, максимальная ширина — 10 км. Сток по реке Уинфред в реку Кристина и далее через реку Клируотер в реку Атабаска. Развито спортивное рыболовство на озёрного судака, и северную щуку.
На берегах озера обитают лоси, олени, медведи, волки, бобры, выдры и рыси.